# Blades de Saskatoon
Les Blades de Saskatoon sont une franchise de hockey sur glace junior-majeur du Canada, basé à Saskatoon dans la Saskatchewan et évoluant au sein de la Ligue de hockey de l'Ouest. Le club a été finaliste de la Coupe Memorial en 1989, s'inclinant 4 à 3 en prolongation contre les Broncos de Swift Current.

## Les Blades et le temple de la renommée
Bernie Federko est le seul ancien des Blades au Temple de la renommée du hockey.

## Numéros retirés
- 7 Brent Ashton
- 10 Brian Skrudland
- 15 Bob Bourne
- 22 Wendel Clark
- 24 Bernie Federko

## Les logos

Logo de 2004/05 à 2016/17
Logo depuis 2017/18